# Gabriel Fourmigué
Gabriel Fourmigué, né le 23 mars 1967 à Condom (Gers) et mort le 4 juillet 2022 à Pouyastruc (Hautes-Pyrénées), est un bobeur français.

## Biographie
Gabriel Fourmigué naît en 1967 à Condom. Divorcé, il était père de deux filles. 

### Carrière sportive
Gabriel Fourmigué intègre la section athlétisme de la Société athlétique condomoise (SAC), et devient un spécialiste du saut à la perche. Il est alors repéré par des « chasseurs de tête » qui recherchent des compétiteurs pour créer une équipe de bobsleigh, il déclare à ce sujet : « Il fallait des personnes au physique imposant et qui allaient vite ».
En 1990, il est sacré champion du monde de bobsleigh à quatre en catégorie junior,,.
Lors des Jeux olympiques d'hiver de 1992, il termine à la 17e position en bob à deux et finit en 8e position en bob à quatre. À son retour des JO, le maire de Condom, Jacques Moizan, lui remet la médaille de la ville. Lors des Jeux olympiques d'hiver de 1994, il termine à la 23e position en bob à deux et finit en 16e position en bob à quatre.

### Carrière professionnelle
Après son retrait du haut niveau, Gabriel Fourmigué s'engage dans une carrière à l'éducation nationale. Il enseigne comme professeur d'EPS au collège Desaix de Tarbes.

### Assassinat
Le 4 juillet 2022, Gabriel Fourmigué est assassiné par arme à feu dans sa maison de Pouyastruc avec Aurélie Pardon, professeure de français dans le collège dans lequel il enseigne. Divorcé, il entretenait une possible liaison avec cette collègue, et c'est le mari en instance de divorce de cette dernière, Cédric Tauleygne, très contrarié par cette relation qui est le suspect désigné et recherché. Le corps en décomposition de Tauleygne est retrouvé le 19 mars 2023, dans la région de Jaca (Aragon), en Espagne,.